# Veine dorsale profonde du clitoris
La veine dorsale profonde du clitoris est une veine située dans le gland du clitoris. Elle part de l'avant vers l'arrière de la face dorsal du clitoris, sous le fascia clitoridien. Ce sont les veines perforantes supérieures et les veines circonflexes du clitoris qui se drainent vers elle. Elle se draine vers le plexus veineux vésical. 